# Mistrzostwa Szwecji w skokach narciarskich
Mistrzostwa Szwecji w skokach narciarskich – zawody wyłaniające najlepszych zawodników uprawiających skoki narciarskie w Szwecji.
Impreza odbywa się od 1910 roku, od 1974 w miejsce pojedynczego konkursu mężczyzn wprowadzono konkursy na dwóch skoczniach, normalnej oraz dużej, natomiast od 1925 roku rozgrywane są zawody drużynowe. W 1997 miała miejsce pierwsza edycja zawodów indywidualnych kobiet.
Rozgrywane są również letnie mistrzostwa kraju, podczas których odbywają się konkursy indywidualne kobiet i mężczyzn oraz drużynowy mężczyzn.

## Zimowe mistrzostwa Szwecji

### Mężczyźni, indywidualnie
| Data | Miejsce | Złoty medal         | Srebrny medal | Brązowy medal | Źr.         |
| ---- | ------- | ------------------- | ------------- | ------------- | ----------- |
| 1910 |         | Ejnar Olsson        |               |               | [ 1 ]       |
| 1911 |         | Ejnar Olsson        |               |               | [ 1 ]       |
| 1912 |         | Birger von der Burg |               |               | [ 1 ]       |
| 1913 |         | Nils Lind           |               |               | [ 1 ]       |
| 1914 |         | Ejnar Olsson        |               |               | [ 1 ]       |
| 1915 |         | Ejnar Olsson        |               |               | [ 1 ]       |
| 1916 |         | Ejnar Olsson        |               |               | [ 1 ]       |
| 1917 |         | Menotti Jakobsson   |               |               | [ 1 ]       |
| 1918 |         | Nils Lind           |               |               | [ 1 ]       |
| 1919 |         | Nils Lind           |               |               | [ 1 ]       |
| 1920 |         | Bertil Ahnlund      |               |               | [ 1 ]       |
| 1921 |         | Menotti Jakobsson   |               |               | [ 1 ]       |
| 1922 |         | Axel-Herman Nilsson |               |               | [ 1 ]       |
| 1923 |         | Axel-Herman Nilsson |               |               | [ 1 ]       |
| 1924 |         | Axel-Herman Nilsson |               |               | [ 1 ]       |
| 1925 |         | Karl Edfast         |               |               | [ 1 ]       |
| 1926 |         | Viktor Dahlén       |               |               | [ 1 ]       |
| 1927 |         | Edman               |               |               | [ 1 ]       |
| 1928 |         | Sven Eriksson       |               |               | [ 1 ]       |
| 1929 |         | Sven-Olof Lundgren  |               |               | [ 1 ]       |
| 1930 |         | Holger Schön        |               |               | [ 1 ]       |
| 1931 | Umeå    | Sven Eriksson       |               |               | [ 2 ] [ 1 ] |
| 1932 |         | Pelle Hennix        |               |               | [ 1 ]       |
| 1933 |         | Sven Eriksson       |               |               | [ 1 ]       |
| 1934 |         | Holger Schön        |               |               | [ 1 ]       |
| 1935 |         | Sven Eriksson       |               |               | [ 1 ]       |
| 1936 |         | Sven Eriksson       |               |               | [ 1 ]       |
| 1937 |         | Gösta Berggren      |               |               | [ 1 ]       |
| 1938 |         | Sven Eriksson       |               |               | [ 1 ]       |
| 1939 |         | Sven Selånger       |               |               | [ 1 ]       |
| 1940 |         | Erik Lindström      |               |               | [ 1 ]       |
| 1941 |         | Sven Selånger       |               |               | [ 1 ]       |
| 1942 |         | Nils Lundh          |               |               | [ 1 ]       |
| 1943 |         | Erik Lindström      |               |               | [ 1 ]       |
| 1944 |         | Erik Lindström      |               |               | [ 1 ]       |
| 1945 |         | Erik Lindström      |               |               | [ 1 ]       |
| 1946 |         | Nils Lundh          |               |               | [ 1 ]       |
| 1947 |         | Thure Lindgren      |               |               | [ 1 ]       |
| 1948 |         | Nils Lundh          |               |               | [ 1 ]       |
| 1949 |         | Evert Karlsson      |               |               | [ 1 ]       |
| 1950 |         | Nils Lundh          |               |               | [ 1 ]       |
| 1951 |         | Bror Östman         |               |               | [ 1 ]       |
| 1952 |         | Karl Holmström      |               |               | [ 1 ]       |
| 1953 |         | Bror Östman         |               |               | [ 1 ]       |
| 1954 |         | Erling Erlandsson   |               |               | [ 1 ]       |
| 1955 |         | Bror Östman         |               |               | [ 1 ]       |
| 1956 |         | Bror Östman         |               |               | [ 1 ]       |
| 1957 |         | Folke Mikaelsson    |               |               | [ 1 ]       |
| 1958 |         | Bengt Eriksson      |               |               | [ 1 ]       |
| 1959 |         | Inge Lindqvist      |               |               | [ 1 ]       |
| 1960 |         | Bengt Eriksson      |               |               | [ 1 ]       |
| 1961 |         | Harry Bergqvist     |               |               | [ 1 ]       |
| 1962 |         | Kjell Sjöberg       |               |               | [ 1 ]       |
| 1963 |         | Kurt Elimä          |               |               | [ 1 ]       |
| 1964 |         | Kurt Elimä          |               |               | [ 1 ]       |
| 1965 |         | Kurt Elimä          |               |               | [ 1 ]       |
| 1966 |         | Kjell Sjöberg       |               |               | [ 1 ]       |
| 1967 |         | Kurt Elimä          |               |               | [ 1 ]       |
| 1968 |         | Tord Karlsson       |               |               | [ 1 ]       |
| 1969 |         | Kurt Elimä          |               |               | [ 1 ]       |
| 1970 |         | Tommy Karlsson      |               |               | [ 1 ]       |
| 1971 |         | Karl-Erik Johansson |               |               | [ 1 ]       |
| 1972 |         | Rolf Nordgren       |               |               | [ 1 ]       |
| 1973 |         | Rolf Nordgren       |               |               | [ 1 ]       |

### Mężczyźni, skocznia normalna
| Data | Miejsce               | Złoty medal             | Srebrny medal             | Brązowy medal         | Źr.                   |
| ---- | --------------------- | ----------------------- | ------------------------- | --------------------- | --------------------- |
| 1974 |                       | Rolf Nordgren           |                           |                       | [ 1 ]                 |
| 1975 |                       | Anders Lundqvist        |                           |                       | [ 1 ]                 |
| 1976 |                       | Odd Brandsegg           |                           |                       | [ 1 ]                 |
| 1977 |                       | Odd Brandsegg           |                           |                       | [ 1 ]                 |
| 1978 |                       | Lennart Elimä           |                           |                       | [ 1 ]                 |
| 1979 |                       | Christer Karlsson       |                           |                       | [ 1 ]                 |
| 1980 |                       | Christer Karlsson       |                           |                       | [ 1 ]                 |
| 1981 |                       | Per Balkåsen            |                           |                       | [ 1 ]                 |
| 1982 |                       | Seppo Toivionen         |                           |                       | [ 1 ]                 |
| 1983 |                       | Thomas Jernkrok         |                           |                       | [ 1 ]                 |
| 1984 |                       | Anders Daun             |                           |                       | [ 1 ]                 |
| 1985 |                       | Jan Boklöv              |                           |                       | [ 1 ]                 |
| 1986 |                       | Jan Boklöv              |                           |                       | [ 1 ]                 |
| 1987 |                       | Jan Boklöv              |                           |                       | [ 1 ]                 |
| 1988 |                       | Staffan Tällberg        |                           |                       | [ 1 ]                 |
| 1989 |                       | Jan Boklöv              |                           |                       | [ 1 ]                 |
| 1990 |                       | Staffan Tällberg        |                           |                       | [ 1 ]                 |
| 1991 |                       | Mikael Martinsson       |                           |                       | [ 1 ]                 |
| 1992 |                       | Mikael Martinsson       |                           |                       | [ 1 ]                 |
| 1993 |                       | Mikael Martinsson       |                           |                       | [ 1 ]                 |
| 1994 |                       | Mikael Martinsson       |                           |                       | [ 1 ]                 |
| 1995 |                       | Johan Rasmussen         |                           |                       | [ 1 ]                 |
| 1996 |                       | Fredrik Johansson       |                           |                       | [ 1 ]                 |
| 1997 |                       | Fredrik Johansson       |                           |                       | [ 1 ]                 |
| 1998 |                       | Jonas Westberg          |                           |                       | [ 1 ]                 |
| 1999 |                       | Kristoffer Jåfs         |                           |                       | [ 1 ]                 |
| 2000 |                       | Kristoffer Jåfs         |                           |                       | [ 1 ]                 |
| 2001 |                       | Kristoffer Jåfs         |                           |                       | [ 1 ]                 |
| 2002 | Gällivare             | Kristoffer Jåfs         | Andreas Arén              | Isak Grimholm         | [ 3 ] [ 1 ]           |
| 2003 | Hede                  | Johan Erikson           | Besnik Gashi              | Isak Grimholm         | [ 4 ] [ 1 ] [ 2 ]     |
| 2004 | Falun                 | Johan Erikson           | Isak Grimholm             | Emil Westberg         | [ 5 ] [ 1 ] [ 2 ]     |
| 2005 | Hede                  | Alexander Mitz          | Isak Grimholm             | Besnik Gashi          | [ 6 ]                 |
| 2006 | Sollefteå             | Johan Erikson           | Fredrik Balkåsen          | Jonas Westberg        | [ 7 ]                 |
| 2007 | Örnsköldsvik          | Isak Grimholm           | Andreas Arén              | Fredrik Balkåsen      | [ 8 ] [ 1 ] [ 2 ]     |
| 2008 | Örnsköldsvik          | Andreas Arén            | Isak Grimholm             | Johan Erikson         | [ 9 ] [ 1 ] [ 2 ]     |
| 2009 |                       | Andreas Arén            |                           |                       | [ 1 ]                 |
| 2010 | Falun                 | Carl Nordin             | Isak Grimholm             | Johan Erikson         | [ 10 ] [ 1 ]          |
| 2011 | Sollefteå             | Josef Larsson           | Carl Nordin               | Isak Grimholm         | [ 11 ]                |
| 2012 | Örnsköldsvik          | Alexander Mitz          | Carl Nordin               | Josef Larsson         | [ 12 ] [ 2 ]          |
| 2013 | Sollefteå             | Carl Nordin             | Alexander Mitz            | Jakob Grimholm        | [ 13 ] [ 2 ]          |
| 2014 | Falun                 | Carl Nordin             | Josef Larsson             | Jonas-Sloth Sandell   | [ 14 ] [ 2 ]          |
| 2015 | Örnsköldsvik          | Christian Inngjerdingen | Josef Larsson Carl Nordin | –                     | [ 15 ]                |
| 2016 | Sollefteå             | Carl Nordin             | Olof Lundgren             | Isak Grimholm         | [ 16 ]                |
| 2017 | Falun                 | Christian Inngjerdingen | Fredrik Balkåsen          | Marcus Flemström      | [ 17 ]                |
| 2018 | Falun                 | Josef Larsson           | Marcus Flemström          | Olof Lundgren         | [ 18 ]                |
| 2019 |                       |                         |                           |                       |                       |
| 2020 | Falun                 | Jonathan Swedberg       | Anders Gustavsson         | Rickard Nyström       | [ 19 ]                |
| 2021 | Zawodów nie rozegrano | Zawodów nie rozegrano   | Zawodów nie rozegrano     | Zawodów nie rozegrano | Zawodów nie rozegrano |
| 2022 |                       |                         |                           |                       |                       |
| 2023 |                       |                         |                           |                       |                       |

### Mężczyźni, skocznia duża
| Data      | Miejsce               | Złoty medal           | Srebrny medal         | Brązowy medal         | Źr.                   |
| --------- | --------------------- | --------------------- | --------------------- | --------------------- | --------------------- |
| 1974      |                       | Tommy Karlsson        |                       |                       | [ 1 ]                 |
| 1975      |                       | Rolf Nordgren         |                       |                       | [ 1 ]                 |
| 1976      |                       | Esa Mattila           |                       |                       | [ 1 ]                 |
| 1977      |                       | Odd Brandsegg         |                       |                       | [ 1 ]                 |
| 1978      |                       | Seppo Reijonen        |                       |                       | [ 1 ]                 |
| 1979      |                       | Jan Holmlund          |                       |                       | [ 1 ]                 |
| 1980      |                       | Jan Holmlund          |                       |                       | [ 1 ]                 |
| 1981      |                       | Seppo Toivonen        |                       |                       | [ 1 ]                 |
| 1982      |                       | Seppo Toivonen        |                       |                       | [ 1 ]                 |
| 1983      |                       | Christer Bratt        |                       |                       | [ 1 ]                 |
| 1984      |                       | Olof Andersson        |                       |                       | [ 1 ]                 |
| 1985      |                       | Pär-Inge Tällberg     |                       |                       | [ 1 ]                 |
| 1986      |                       | Jan Boklöv            |                       |                       | [ 1 ]                 |
| 1987      |                       | Tomas Nordgren        |                       |                       | [ 1 ]                 |
| 1988      |                       | Jan Boklöv            |                       |                       | [ 1 ]                 |
| 1989      |                       | Jan Boklöv            |                       |                       | [ 1 ]                 |
| 1990      |                       | Jan Boklöv            |                       |                       | [ 1 ]                 |
| 1991      |                       | Mikael Martinsson     |                       |                       | [ 1 ]                 |
| 1992      | Zawodów nie rozegrano | Zawodów nie rozegrano | Zawodów nie rozegrano | Zawodów nie rozegrano | Zawodów nie rozegrano |
| 1993      |                       | Mikael Martinsson     |                       |                       | [ 1 ]                 |
| 1994      |                       | Mikael Martinsson     |                       |                       | [ 1 ]                 |
| 1995      |                       | Mikael Martinsson     |                       |                       | [ 1 ]                 |
| 1996      |                       | Rickard Fröier        |                       |                       | [ 1 ]                 |
| 1997      |                       | Jan Halvardsson       |                       |                       | [ 1 ]                 |
| 1998      |                       | Rickard Fröier        |                       |                       | [ 1 ]                 |
| 1999      |                       | Kristoffer Jåfs       |                       |                       | [ 1 ]                 |
| 2000      |                       | Kristoffer Jåfs       |                       |                       | [ 1 ]                 |
| 2001      | Zawodów nie rozegrano | Zawodów nie rozegrano | Zawodów nie rozegrano | Zawodów nie rozegrano | Zawodów nie rozegrano |
| 2002      |                       | Kristoffer Jåfs       |                       |                       | [ 1 ]                 |
| 2003      | Falun                 | Johan Erikson         | Besnik Gashi          | Isak Grimholm         | [ 20 ] [ 1 ] [ 2 ]    |
| 2004      | Sollefteå             | Johan Erikson         | Isak Grimholm         | Emil Westberg         | [ 21 ] [ 1 ] [ 2 ]    |
| 2005      | Sollefteå             | Johan Erikson         | Isak Grimholm         | Jakob Grimholm        | [ 22 ] [ 1 ] [ 2 ]    |
| 2006      | Falun                 | Johan Erikson         | Andreas Arén          | Besnik Gashi          | [ 23 ] [ 1 ] [ 2 ]    |
| 2007      | Sollefteå             | Isak Grimholm         | Jakob Grimholm        | Andreas Arén          | [ 8 ] [ 1 ] [ 2 ]     |
| 2008      | Zawodów nie rozegrano | Zawodów nie rozegrano | Zawodów nie rozegrano | Zawodów nie rozegrano | Zawodów nie rozegrano |
| 2009      |                       | Andreas Arén          |                       |                       | [ 1 ]                 |
| 2010      | Sollefteå             | Isak Grimholm         | Fredrik Balkåsen      | Johan Erikson         | [ 24 ] [ 1 ]          |
| 2011      | Sollefteå             | Fredrik Balkåsen      | Carl Nordin           | Josef Larsson         | [ 25 ]                |
| 2012      | Zawodów nie rozegrano | Zawodów nie rozegrano | Zawodów nie rozegrano | Zawodów nie rozegrano | [ 26 ]                |
| 2013      | Sollefteå             | Alexander Mitz        | Carl Nordin           | Isak Grimholm         | [ 27 ] [ 2 ]          |
| 2014      | Zawodów nie rozegrano | Zawodów nie rozegrano | Zawodów nie rozegrano | Zawodów nie rozegrano | Zawodów nie rozegrano |
| 2015      | Sollefteå             | Carl Nordin           | Josef Larsson         | Isak Grimholm         | [ 15 ] [ 28 ]         |
| 2016      | Sollefteå             | Carl Nordin           | Isak Grimholm         | Josef Larsson         | [ 29 ]                |
| 2017      | Zawodów nie rozegrano | Zawodów nie rozegrano | Zawodów nie rozegrano | Zawodów nie rozegrano | Zawodów nie rozegrano |
| 2018      | Sollefteå             | Simon Eklund          | Olof Lundgren         | Josef Larsson         | [ 30 ]                |
| 2019      |                       |                       |                       |                       |                       |
| 2020–2021 | Zawodów nie rozegrano | Zawodów nie rozegrano | Zawodów nie rozegrano | Zawodów nie rozegrano | Zawodów nie rozegrano |
| 2022      |                       |                       |                       |                       |                       |
| 2023      |                       |                       |                       |                       |                       |

### Mężczyźni, skocznia normalna drużynowo
| Data      | Miejsce               | Złoty medal                                                 | Srebrny medal                                                  | Brązowy medal                                                  | Źr.                   |
| --------- | --------------------- | ----------------------------------------------------------- | -------------------------------------------------------------- | -------------------------------------------------------------- | --------------------- |
| 1925      |                       | Djurgårdens IF                                              |                                                                |                                                                | [ 1 ]                 |
| 1926      |                       | Djurgårdens IF                                              |                                                                |                                                                | [ 1 ]                 |
| 1927      |                       | Djurgårdens IF                                              |                                                                |                                                                | [ 1 ]                 |
| 1928      |                       | IF Friska Viljor                                            |                                                                |                                                                | [ 1 ]                 |
| 1929      |                       | IF Friska Viljor                                            |                                                                |                                                                | [ 1 ]                 |
| 1930      |                       | Djurgårdens IF                                              |                                                                |                                                                | [ 1 ]                 |
| 1931      |                       | IF Friska Viljor                                            |                                                                |                                                                | [ 1 ]                 |
| 1932      |                       | Djurgårdens IF                                              |                                                                |                                                                | [ 1 ]                 |
| 1933      |                       | Luleå SK                                                    |                                                                |                                                                | [ 1 ]                 |
| 1934      |                       | Djurgårdens IF                                              |                                                                |                                                                | [ 1 ]                 |
| 1935      |                       | Djurgårdens IF                                              |                                                                |                                                                | [ 1 ]                 |
| 1936      |                       | Djurgårdens IF                                              |                                                                |                                                                | [ 1 ]                 |
| 1937      |                       | IF Friska Viljor                                            |                                                                |                                                                | [ 1 ]                 |
| 1938      |                       | IF Friska Viljor                                            |                                                                |                                                                | [ 1 ]                 |
| 1939      |                       | IF Friska Viljor                                            |                                                                |                                                                | [ 1 ]                 |
| 1940      |                       | IF Friska Viljor                                            |                                                                |                                                                | [ 1 ]                 |
| 1941      |                       | IF Friska Viljor                                            |                                                                |                                                                | [ 1 ]                 |
| 1942      |                       | IF Friska Viljor                                            |                                                                |                                                                | [ 1 ]                 |
| 1943      |                       | IF Friska Viljor                                            |                                                                |                                                                | [ 1 ]                 |
| 1944      |                       | IF Friska Viljor                                            |                                                                |                                                                | [ 1 ]                 |
| 1945      |                       | IF Friska Viljor                                            |                                                                |                                                                | [ 1 ]                 |
| 1946      |                       | IF Friska Viljor                                            |                                                                |                                                                | [ 1 ]                 |
| 1947      |                       | Djurgårdens IF                                              |                                                                |                                                                | [ 1 ]                 |
| 1948      |                       | IF Friska Viljor                                            |                                                                |                                                                | [ 1 ]                 |
| 1949      |                       | IF Friska Viljor                                            |                                                                |                                                                | [ 1 ]                 |
| 1950      |                       | IF Friska Viljor                                            |                                                                |                                                                | [ 1 ]                 |
| 1951      |                       | IF Friska Viljor                                            |                                                                |                                                                | [ 1 ]                 |
| 1952      |                       | IFK Kiruna                                                  |                                                                |                                                                | [ 1 ]                 |
| 1953      |                       | Kubikenborgs IF                                             |                                                                |                                                                | [ 1 ]                 |
| 1954      |                       | IF Friska Viljor                                            |                                                                |                                                                | [ 1 ]                 |
| 1955      |                       | Kubikenborgs IF                                             |                                                                |                                                                | [ 1 ]                 |
| 1956      |                       | IF Friska Viljor                                            |                                                                |                                                                | [ 1 ]                 |
| 1957      |                       | IF Friska Viljor                                            |                                                                |                                                                | [ 1 ]                 |
| 1958      |                       | IF Friska Viljor                                            |                                                                |                                                                | [ 1 ]                 |
| 1959      |                       | IF Friska Viljor                                            |                                                                |                                                                | [ 1 ]                 |
| 1960      |                       | IF Friska Viljor                                            |                                                                |                                                                | [ 1 ]                 |
| 1961      |                       | IF Friska Viljor                                            |                                                                |                                                                | [ 1 ]                 |
| 1962      |                       | IF Friska Viljor                                            |                                                                |                                                                | [ 1 ]                 |
| 1963      |                       | IF Friska Viljor                                            |                                                                |                                                                | [ 1 ]                 |
| 1964      |                       | IF Friska Viljor                                            |                                                                |                                                                | [ 1 ]                 |
| 1965      |                       | IF Friska Viljor                                            |                                                                |                                                                | [ 1 ]                 |
| 1966      |                       | IF Friska Viljor                                            |                                                                |                                                                | [ 1 ]                 |
| 1967      |                       | IF Friska Viljor                                            |                                                                |                                                                | [ 1 ]                 |
| 1968      |                       | IFK Kiruna                                                  |                                                                |                                                                | [ 1 ]                 |
| 1969      |                       | IF Friska Viljor                                            |                                                                |                                                                | [ 1 ]                 |
| 1970      |                       | IF Friska Viljor                                            |                                                                |                                                                | [ 1 ]                 |
| 1971      |                       | IF Friska Viljor                                            |                                                                |                                                                | [ 1 ]                 |
| 1972      |                       | IF Friska Viljor                                            |                                                                |                                                                | [ 1 ]                 |
| 1973      |                       | IF Friska Viljor                                            |                                                                |                                                                | [ 1 ]                 |
| 1974      |                       | SK Skade                                                    |                                                                |                                                                | [ 1 ]                 |
| 1975      |                       | IF Friska Viljor                                            |                                                                |                                                                | [ 1 ]                 |
| 1976      |                       | IF Friska Viljor                                            |                                                                |                                                                | [ 1 ]                 |
| 1977      |                       | Koskullskulle AIF                                           |                                                                |                                                                | [ 1 ]                 |
| 1978      |                       | Koskullskulle AIF                                           |                                                                |                                                                | [ 1 ]                 |
| 1979      |                       | Koskullskulle AIF                                           |                                                                |                                                                | [ 1 ]                 |
| 1980      |                       | Djurgårdens IF                                              |                                                                |                                                                | [ 1 ]                 |
| 1981      |                       | Holmens IF                                                  |                                                                |                                                                | [ 1 ]                 |
| 1982      |                       | IFK Borås                                                   |                                                                |                                                                | [ 1 ]                 |
| 1983      |                       | IFK Borås                                                   |                                                                |                                                                | [ 1 ]                 |
| 1984      |                       | IFK Borås                                                   |                                                                |                                                                | [ 1 ]                 |
| 1985      |                       | IF Friska Viljor                                            |                                                                |                                                                | [ 1 ]                 |
| 1986      |                       | Koskullskulle AIF                                           |                                                                |                                                                | [ 1 ]                 |
| 1987      |                       | IF Friska Viljor                                            |                                                                |                                                                | [ 1 ]                 |
| 1988      |                       | IF Friska Viljor                                            |                                                                |                                                                | [ 1 ]                 |
| 1989      |                       | Bollnäs GIF                                                 |                                                                |                                                                | [ 1 ]                 |
| 1990      |                       | Bollnäs GIF                                                 |                                                                |                                                                | [ 1 ]                 |
| 1991      |                       | Bollnäs GIF                                                 |                                                                |                                                                | [ 1 ]                 |
| 1992      |                       | IF Friska Viljor                                            |                                                                |                                                                | [ 1 ]                 |
| 1993      |                       | IF Friska Viljor                                            |                                                                |                                                                | [ 1 ]                 |
| 1994      |                       | IF Friska Viljor                                            |                                                                |                                                                | [ 1 ]                 |
| 1995      |                       | IF Friska Viljor                                            |                                                                |                                                                | [ 1 ]                 |
| 1996      |                       | IF Friska Viljor                                            |                                                                |                                                                | [ 1 ]                 |
| 1997      |                       | IF Friska Viljor                                            |                                                                |                                                                | [ 1 ]                 |
| 1998      |                       | IF Friska Viljor                                            |                                                                |                                                                | [ 1 ]                 |
| 1999      |                       | Bollnäs GIF                                                 |                                                                |                                                                | [ 1 ]                 |
| 2000      |                       | IF Friska Viljor                                            |                                                                |                                                                | [ 1 ]                 |
| 2001      |                       | IF Friska Viljor                                            |                                                                |                                                                | [ 1 ]                 |
| 2002      |                       | IF Friska Viljor                                            |                                                                |                                                                | [ 1 ]                 |
| 2003      | Zawodów nie rozegrano | Zawodów nie rozegrano                                       | Zawodów nie rozegrano                                          | Zawodów nie rozegrano                                          | Zawodów nie rozegrano |
| 2004      | Falun                 | Holmens IF Johan Erikson Andreas Arén Besnik Gashi          | IF Friska Viljor I Isak Grimholm Emil Westberg Jonas Westberg  | IF Friska Viljor II Jonas Nordin Jakob Grimholm Carl Nordin    | [ 31 ] [ 1 ] [ 2 ]    |
| 2005      | Zawodów nie rozegrano | Zawodów nie rozegrano                                       | Zawodów nie rozegrano                                          | Zawodów nie rozegrano                                          | Zawodów nie rozegrano |
| 2006      | Sollefteå             | IF Friska Viljor                                            |                                                                |                                                                | [ 1 ]                 |
| 2007      | Örnsköldsvik          | IF Friska Viljor                                            |                                                                |                                                                | [ 1 ]                 |
| 2008      |                       | Holmens IF                                                  |                                                                |                                                                | [ 1 ]                 |
| 2009      |                       | IF Friska Viljor                                            |                                                                |                                                                | [ 1 ]                 |
| 2010–2011 | Zawodów nie rozegrano | Zawodów nie rozegrano                                       | Zawodów nie rozegrano                                          | Zawodów nie rozegrano                                          | Zawodów nie rozegrano |
| 2012      | Örnsköldsvik          | IF Friska Viljor 1 Carl Nordin Isak Grimholm Jakob Grimholm | Sollefteå GIF Erik Gundersson Josef Larsson Benjamin Larsson   | IF Friska Viljor 2 Pär Svensson Jesper Daun Jacob Hallin       | [ 12 ]                |
| 2013      | Zawodów nie rozegrano | Zawodów nie rozegrano                                       | Zawodów nie rozegrano                                          | Zawodów nie rozegrano                                          | Zawodów nie rozegrano |
| 2014      | Falun                 | Holmens IF Johan Erikson Simon Eklund Alexander Mitz        | Sollefteå GIF Josef Larsson Benjamin Larsson Martin Gundersson | IF Friska Viljor 1 Carl Nordin Jonas-Sloth Sandell Jesper Daun | [ 32 ]                |
| 2015      |                       |                                                             |                                                                |                                                                |                       |
| 2016      | Sollefteå             | IF Friska Viljor Isak Grimholm Carl Nordin                  | Sollefteå GIF Marcus Flemström Sebastian de Wall               | Mix Anton Eriksson Albin Lindblom                              | [ 16 ]                |
| 2017      | Falun                 | Holmens IF I Olof Lundgren Christian Inngjerdingen          | Holmens IF II Simon Eklund Fredrik Balkåsen                    | Sollefteå GIF Sebastian de Wall Marcus Flemström               | [ 17 ]                |
| 2018      | Falun                 | Sollefteå GIF Josef Larsson Marcus Flemström                | Holmens IF Simon Eklund Olof Lundgren                          | Sollentuna BHK Anders Gustafsson Jonathan Swedberg             | [ 18 ]                |
| 2019      |                       |                                                             |                                                                |                                                                |                       |
| 2020–2021 | Zawodów nie rozegrano | Zawodów nie rozegrano                                       | Zawodów nie rozegrano                                          | Zawodów nie rozegrano                                          | Zawodów nie rozegrano |
| 2022      |                       |                                                             |                                                                |                                                                |                       |
| 2023      |                       |                                                             |                                                                |                                                                |                       |

### Mężczyźni, skocznia duża drużynowo
| Data      | Miejsce               | Złoty medal                                                    | Srebrny medal                                                  | Brązowy medal                                                 | Źr.                   |
| --------- | --------------------- | -------------------------------------------------------------- | -------------------------------------------------------------- | ------------------------------------------------------------- | --------------------- |
| 1974      |                       | SK Skade                                                       |                                                                |                                                               | [ 1 ]                 |
| 1975      |                       | Koskullskulle AIF                                              |                                                                |                                                               | [ 1 ]                 |
| 1976      |                       | Koskullskulle AIF                                              |                                                                |                                                               | [ 1 ]                 |
| 1977      |                       | Koskullskulle AIF                                              |                                                                |                                                               | [ 1 ]                 |
| 1978      |                       | Koskullskulle AIF                                              |                                                                |                                                               | [ 1 ]                 |
| 1979      |                       | Koskullskulle AIF                                              |                                                                |                                                               | [ 1 ]                 |
| 1980      |                       | Holmens IF                                                     |                                                                |                                                               | [ 1 ]                 |
| 1981      |                       | Holmens IF                                                     |                                                                |                                                               | [ 1 ]                 |
| 1982      |                       | Holmens IF                                                     |                                                                |                                                               | [ 1 ]                 |
| 1983      |                       | IFK Borås                                                      |                                                                |                                                               | [ 1 ]                 |
| 1984      |                       | IFK Borås                                                      |                                                                |                                                               | [ 1 ]                 |
| 1985      |                       | IF Friska Viljor                                               |                                                                |                                                               | [ 1 ]                 |
| 1986      |                       | IF Friska Viljor                                               |                                                                |                                                               | [ 1 ]                 |
| 1987      |                       | IF Friska Viljor                                               |                                                                |                                                               | [ 1 ]                 |
| 1988      |                       | IF Friska Viljor                                               |                                                                |                                                               | [ 1 ]                 |
| 1989      |                       | Koskullskulle AIF                                              |                                                                |                                                               | [ 1 ]                 |
| 1990      |                       | Bollnäs GIF                                                    |                                                                |                                                               | [ 1 ]                 |
| 1991      |                       | Bollnäs GIF                                                    |                                                                |                                                               | [ 1 ]                 |
| 1992      | Zawodów nie rozegrano | Zawodów nie rozegrano                                          | Zawodów nie rozegrano                                          | Zawodów nie rozegrano                                         | Zawodów nie rozegrano |
| 1993      |                       | IF Friska Viljor                                               |                                                                |                                                               | [ 1 ]                 |
| 1994      |                       | IF Friska Viljor                                               |                                                                |                                                               | [ 1 ]                 |
| 1995      |                       | Bollnäs GIF                                                    |                                                                |                                                               | [ 1 ]                 |
| 1996      |                       | IF Friska Viljor                                               |                                                                |                                                               | [ 1 ]                 |
| 1997      |                       | IF Friska Viljor                                               |                                                                |                                                               | [ 1 ]                 |
| 1998      |                       | IF Friska Viljor                                               |                                                                |                                                               | [ 1 ]                 |
| 1999      |                       | IF Friska Viljor                                               |                                                                |                                                               | [ 1 ]                 |
| 2000      |                       | IF Friska Viljor                                               |                                                                |                                                               | [ 1 ]                 |
| 2001      | Zawodów nie rozegrano | Zawodów nie rozegrano                                          | Zawodów nie rozegrano                                          | Zawodów nie rozegrano                                         | Zawodów nie rozegrano |
| 2002      |                       | IF Friska Viljor                                               |                                                                |                                                               | [ 1 ]                 |
| 2003      | Falun                 | Holmens IF Johan Erikson Besnik Gashi Andreas Arén             | IF Friska Viljor 1 Isak Grimholm Jakob Grimholm Jonas Westberg | IF Friska Viljor 2 Emil Westberg Rickard Fröier Martin Fahlén | [ 20 ] [ 1 ] [ 2 ]    |
| 2004      |                       | Holmens IF                                                     |                                                                |                                                               | [ 1 ]                 |
| 2005      | Sollefteå             | IF Friska Viljor 1 Jonas Westberg Isak Grimholm Jakob Grimholm | Holmens IF Besnik Gashi Alexander Mitz Johan Erikson           | IF Friska Viljor 2 Jonas Nordin Carl Nordin Niklas Eriksson   | [ 22 ] [ 1 ] [ 2 ]    |
| 2006      | Falun                 | Holmens IF Johan Erikson Andreas Arén Besnik Gashi             | IF Friska Viljor 1 Jakob Grimholm Jonas Westberg Jonas Nordin  | IF Friska Viljor 2 Emil Westberg Pär Svensson Niklas Eriksson | [ 23 ] [ 1 ] [ 2 ]    |
| 2007      |                       | IF Friska Viljor                                               |                                                                |                                                               | [ 1 ]                 |
| 2008      | Zawodów nie rozegrano | Zawodów nie rozegrano                                          | Zawodów nie rozegrano                                          | Zawodów nie rozegrano                                         | Zawodów nie rozegrano |
| 2009      |                       | Holmens IF                                                     |                                                                |                                                               | [ 1 ]                 |
| 2010      | Sollefteå             | Holmens IF Alexander Mitz Johan Erikson Fredrik Balkåsen       | IF Friska Viljor Isak Grimholm Carl Nordin Jakob Grimholm      | Sollefteå GIF Benjamin Larsson Josef Larsson Erik Gundersson  | [ 33 ]                |
| 2011      | Sollefteå             | IF Friska Viljor Isak Grimholm Carl Nordin Jakob Grimholm      | Holmens IF Alexander Mitz Simon Eklund Fredrik Balkåsen        | Sollefteå GIF Benjamin Larsson Josef Larsson Erik Gundersson  | [ 25 ]                |
| 2012–2014 | Zawodów nie rozegrano | Zawodów nie rozegrano                                          | Zawodów nie rozegrano                                          | Zawodów nie rozegrano                                         | Zawodów nie rozegrano |
| 2015      |                       |                                                                |                                                                |                                                               |                       |
| 2016      | Sollefteå             | IF Friska Viljor Isak Grimholm Carl Nordin                     | Sollefteå GIF Sebastian de Wall Josef Larsson                  | Holmens IF Olof Lundgren Simon Eklund                         | [ 29 ]                |

### Kobiety, skocznia mała
| Data | Miejsce | Złoty medal   | Srebrny medal | Brązowy medal | Źr.   |
| ---- | ------- | ------------- | ------------- | ------------- | ----- |
| 2001 |         | Helena Olsson |               |               | [ 1 ] |
| 2002 |         | Helena Olsson |               |               | [ 1 ] |
| 2003 |         | Helena Olsson |               |               | [ 1 ] |

### Kobiety, skocznia normalna
| Data      | Miejsce               | Złoty medal           | Srebrny medal         | Brązowy medal         | Źr.                   |
| --------- | --------------------- | --------------------- | --------------------- | --------------------- | --------------------- |
| 2001      |                       | Helena Olsson         |                       |                       | [ 1 ]                 |
| 2002      |                       | Helena Olsson         |                       |                       | [ 1 ]                 |
| 2003      | Hede                  | Helena Olsson         | Linda Eriksson        | –                     | [ 4 ] [ 1 ] [ 34 ]    |
| 2004      | Falun                 | Anna Halonen          | –                     | –                     | [ 5 ] [ 1 ] [ 34 ]    |
| 2005–2007 | Zawodów nie rozegrano | Zawodów nie rozegrano | Zawodów nie rozegrano | Zawodów nie rozegrano | Zawodów nie rozegrano |
| 2008      | Örnsköldsvik          | Madelene Fritz        |                       |                       | [ 1 ] [ 34 ]          |
| 2009–2015 | Zawodów nie rozegrano | Zawodów nie rozegrano | Zawodów nie rozegrano | Zawodów nie rozegrano | Zawodów nie rozegrano |
| 2016      | Sollefteå             | Frida Westman         | Jonna Mohlén          | Julia Lundberg        | [ 16 ]                |
| 2017      | Falun                 | Frida Westman         | Julia Lundberg        | Astrid Moberg         | [ 17 ]                |
| 2018      | Falun                 | Astrid Moberg         | Jonna Mohlén          | –                     | [ 18 ]                |
| 2019      |                       |                       |                       |                       |                       |
| 2020–2021 | Zawodów nie rozegrano | Zawodów nie rozegrano | Zawodów nie rozegrano | Zawodów nie rozegrano | Zawodów nie rozegrano |
| 2022      |                       |                       |                       |                       |                       |
| 2023      |                       |                       |                       |                       |                       |

### Kobiety, skocznia duża
| Data | Miejsce   | Złoty medal   | Srebrny medal | Brązowy medal | Źr.    |
| ---- | --------- | ------------- | ------------- | ------------- | ------ |
| 2018 | Sollefteå | Astrid Moberg | Jonna Mohlén  | –             | [ 30 ] |

## Letnie mistrzostwa Szwecji

### Mężczyźni, indywidualnie
| Data      | Miejsce      | Złoty medal             | Srebrny medal           | Brązowy medal     | Źr.                 |
| --------- | ------------ | ----------------------- | ----------------------- | ----------------- | ------------------- |
| 2001–2004 |              |                         |                         |                   |                     |
| 2005      | Falun        | Isak Grimholm           | Johan Erikson           | Alexander Mitz    | [ 35 ] [ 2 ]        |
| 2006      | Örnsköldsvik | Fredrik Balkåsen        | Jakob Grimholm          | Andreas Arén      | [ 36 ]              |
| 2007      | Falun        | Isak Grimholm           | Jakob Grimholm          | Johan Erikson     | [ 37 ] [ 2 ]        |
| 2008      |              |                         |                         |                   |                     |
| 2009      | Örnsköldsvik | Isak Grimholm           | Carl Nordin             | Fredrik Balkåsen  | [ 38 ]              |
| 2010      | Falun        | Fredrik Balkåsen        | Carl Nordin             | Josef Larsson     | [ 39 ]              |
| 2011      | Örnsköldsvik | Carl Nordin             | Fredrik Balkåsen        | Josef Larsson     | [ 40 ]              |
| 2012      | Örnsköldsvik | Alexander Mitz          | Carl Nordin             | Isak Grimholm     | [ 41 ] [ 2 ]        |
| 2013      | Örnsköldsvik | Carl Nordin             | Josef Larsson           | Simon Eklund      | [ 42 ]              |
| 2014      | Örnsköldsvik | Carl Nordin             | Christian Inngjerdingen | Josef Larsson     | [ 43 ]              |
| 2015      | Örnsköldsvik | Carl Nordin             | Olof Lundgren           | Josef Larsson     | [ 44 ]              |
| 2016      | Örnsköldsvik | Simon Eklund            | Marcus Flemström        | Sebastian de Wall | [ 45 ]              |
| 2017      | Örnsköldsvik | Christian Inngjerdingen | Marcus Flemström        | Olof Lundgren     | [ 46 ]              |
| 2018      | Örnsköldsvik | Simon Eklund            | Jonathan Swedberg       | Marcus Flemström  | [ 47 ] [ 48 ] [ 2 ] |
| 2019      | Örnsköldsvik | Tobias Fröier           | Jonathan Swedberg       | Rickard Nyström   | [ 49 ]              |
| 2020      | Örnsköldsvik | Olof Lundgren           | Simon Eklund            | Tobias Fröier     | [ 50 ] [ 51 ] [ 2 ] |
| 2021      |              |                         |                         |                   |                     |
| 2022      | Örnsköldsvik | Tobias Fröier           | Josef Larsson           | Rickard Nyström   | [ 52 ]              |
| 2023      | Örnsköldsvik | Tobias Fröier           | Rickard Nyström         | Jonathan Swedberg | [ 53 ]              |
| 2024      | Örnsköldsvik | Tobias Fröier           | Rickard Nyström         | Oliver Jidell     | [ 54 ]              |

### Mężczyźni, drużynowo
| Data      | Miejsce      | Złoty medal                                                     | Srebrny medal                                                     | Brązowy medal                                                 | Źr.                 |
| --------- | ------------ | --------------------------------------------------------------- | ----------------------------------------------------------------- | ------------------------------------------------------------- | ------------------- |
| 2001–2004 |              |                                                                 |                                                                   |                                                               |                     |
| 2005      | Falun        | Holmens IF Johan Erikson Alexander Mitz Besnik Gashi            | IF Friska Viljor Isak Grimholm Jonas Nordin Niklas Eriksson       | –                                                             | [ 35 ] [ 2 ]        |
| 2006      |              |                                                                 |                                                                   |                                                               |                     |
| 2007      | Falun        | IF Friska Viljor 1 Isak Grimholm Jakob Grimholm Carl Nordin     | Holmens IF Johan Erikson Fredrik Balkåsen Andreas Arén            | IF Friska Viljor 2 Emil Westberg Pär Svensson Niklas Eriksson | [ 37 ] [ 2 ]        |
| 2008      |              |                                                                 |                                                                   |                                                               |                     |
| 2009      | Örnsköldsvik | IF Friska Viljor Pär Svensson Carl Nordin Isak Grimholm         | Sollefteå GIF Erik Gundersson Martin Gundersson Josef Larsson     |                                                               | [ 38 ]              |
| 2010      | Örnsköldsvik | Holmens IF Fredrik Balkåsen Alexander Mitz Sebastian Ekman      | IF Friska Viljor b.d.                                             | Sollefteå GIF b.d.                                            | [ 39 ]              |
| 2011      |              |                                                                 |                                                                   |                                                               |                     |
| 2012      | Örnsköldsvik | IF Friska Viljor Jakob Grimholm Isak Grimholm Carl Nordin       | Sollefteå GIF Josef Larsson Benjamin Larsson Erik Gundersson      | Holmens IF Elina Knutsson Simon Eklund Alexander Mitz         | [ 41 ] [ 2 ] [ 55 ] |
| 2013      | Örnsköldsvik | Sollefteå GIF 1 Josef Larsson Martin Gundersson Erik Gundersson | Sollefteå GIF 2 Marcus Flemström Sebastian de Wall Anton Eriksson | Sollentuna BHK Pietro Nilsson Harald Liljedahl David Nilsson  | [ 42 ] [ 56 ]       |
| 2014      | Örnsköldsvik | IF Friska Viljor Jonas-Sloth Sandell Carl Nordin                | Holmens IF Simon Eklund Christian Inngjerdingen                   | Sollefteå GIF 1 Marcus Flemström Josef Larsson                | [ 43 ]              |
| 2015      | Örnsköldsvik | Holmens IF Simon Eklund Olof Lundgren                           | Sollefteå GIF 1 Sebastian de Wall Josef Larsson                   | Sollefteå GIF 2 Anton Eriksson Marcus Flemström               | [ 44 ]              |
| 2016      | Örnsköldsvik | Holmens IF Simon Eklund Olof Lundgren                           | Sollefteå GIF Marcus Flemström Sebastian de Wall                  | zespół mieszany Albin Lindbom Jonathan Swedberg               | [ 45 ]              |
| 2017      | Örnsköldsvik | Holmens IF Olof Lundgren Christian Inngjerdingen                | Sollentuna BHK Anders Gustafsson Jonathan Swedberg                | –                                                             | [ 46 ]              |

### Kobiety
| Data | Miejsce               | Złoty medal           | Srebrny medal         | Brązowy medal                       | Źr.                        |
| ---- | --------------------- | --------------------- | --------------------- | ----------------------------------- | -------------------------- |
| 2015 | Örnsköldsvik          | Matilda Gundersson    | Frida Westman         | Astrid Moberg                       | [ 44 ]                     |
| 2016 | Örnsköldsvik          | Frida Westman         | Julia Lundberg        | Jonna Mohlén                        | [ 45 ]                     |
| 2017 | Örnsköldsvik          | Frida Westman         | Astrid Moberg         | Jonna Mohlén                        | [ 46 ]                     |
| 2018 | Örnsköldsvik          | Astrid Moberg         | Frida Westman         | –                                   | [ 47 ] [ 48 ] [ 2 ]        |
| 2019 | Zawodów nie rozegrano | Zawodów nie rozegrano | Zawodów nie rozegrano | Zawodów nie rozegrano               | Zawodów nie rozegrano      |
| 2020 | Örnsköldsvik          | Frida Westman         | Astrid Norstedt       | Karin Forsberg Eline Snabben Sylsjö | [ 50 ] [ 57 ] [ 2 ] [ 58 ] |
| 2021 |                       |                       |                       |                                     |                            |
| 2022 | Örnsköldsvik          | Frida Westman         | Jenny Forsberg        | –                                   | [ 52 ]                     |
| 2023 | Örnsköldsvik          | Jenny Forsberg        | Larisa Avram          | –                                   | [ 53 ]                     |
| 2024 | Zawodów nie rozegrano | Zawodów nie rozegrano | Zawodów nie rozegrano | Zawodów nie rozegrano               | Zawodów nie rozegrano      |